# Швидкісне проходження гри
Швидкісне проходження гри або спідранінг (англ. speedrunning) у відеоіграх — максимально швидке проходження відеогри чи її частини. Переважно слугує ознакою майстерності гравців, оскільки вимагає детального знання структури ігрових рівнів, високої реакції, планування, і часто — обізнаності з програмними помилками, котрі можна використати.

## Методологія
Фундаментальним способом швидкісного проходження гри є рутинг (routing, від route — шлях) — виконання заздалегідь спланованої оптимальної послідовності дій, яка перебуває в межах, передбачених розробниками. Час проходження іноді можливо зменшити завдяки помилкам, які дозволяють пропустити відеозаставки, частини ігрових рівнів або цілі рівні. Такі проходження об'єднані в категорію Any%. Тобто, достатньо пройти певний відсоток гри, а не всю її повністю; метою є досягнути кінцевих титрів. Протилежність складають стовідсоткові швидкісні проходження, мета яких — досягти всього можливого в грі за якнайменший час. Наприклад, отримати всі корисні предмети та вдосконалення персонажа.
Швидкісного проходження можна досягати і спеціальними інструментами: макросами, що автоматизують дії, модифікацією ігрових контролерів і самого ігрового пристрою. Їхнім крайнім проявом є швидкісне проходження з використанням інструментів (Tool Assisted Speedruns, TAS), у якому виключається людський фактор. Таке проходження виконуються за допомогою зовнішніх інструментів, які надають відсутні в грі можливості. Наприклад, завершення дії в конкретний кадр чи виконання дій з попіксельною точністю. Такі інструменти можуть використовуватися і для демонстрації того, як можна змінити оригінальну гру, чи з гумористичною метою.

## Історія
Швидкісне проходження ймовірно виникло в 1980-і роки, коли гравці змагалися в якнайшвидшому проходженні ігор. Але поворотною датою став вихід Doom (1993), оскільки в грі була можливості ділитися записами у формі «демофайлів» через інтернет, і таким чином документувати свої проходження. У 1990-х роках і на початку 2000-х спідранінг поширився на такі ігри, як Mario Kart 64 (1996), GoldenEye 007 (1997), Mike Tyson's Punch-Out!! (1987) і серію Metroid (1986—2021). Одним із центрів спідранерів був сайт Speed Demos Archive, заснований у 1998 році та спочатку присвячений спідранам Quake (1996), але згодом він розширився, охопивши понад 1300 відеоігор. Проходження Quake були першим предметом інтересу для академічних досліджень спідранінгу.

### Speedrun.com
У березні 2014 року був запущений speedrun.com із таблицями лідерів та рекордів із швидкісного проходження ігор по категоріях. Станом на березень 2020 року на сайті зареєстровано понад 300 000 користувачів зібрано 1 000 000 ігрових забігів у понад 17 000 ігор.

## Рекорди
Гра Quake, проходження якої за задумом авторів мало займати кілька годин, була пройдена за 11 хвилин 29 секунд.
Згідно з сайтом Speed Demos Archive, присвяченому швидкісним проходженням відеоігор, рекорд повного проходження Quake (який передбачає знищення всіх ворогів і знаходження всіх секретів) на найвищому рівні складності був встановлений 18 жовтня 2005 року Джастіном Флеком, що пройшов гру за 1 годину 9 хвилин і 33 секунди.
Гра Half-Life, розрахована приблизно на 8 годин ігрового часу, була пройдена колективно за 20 хвилин 41 секунду завдяки можливості дуже швидкого переміщення між локаціями, а також з використанням скриптів з стандартної ігрової консолі. Проходження представляло собою монтаж з декількох сегментів, по черзі записаних різними гравцями. Екрани завантаження локацій вирізані. Загальна кількість сегментів — 317, при цьому 249 з них коротше 5 секунд.
Можливості для швидкісного проходження можуть виявлятися і в RPG. Прикладом може слугувати гра Morrowind, пройдена за 4 хвилини 19 секунд, хоча творці планували, що проходження головної сюжетної лінії повинно зайняти кілька десятків годин.